# Актекше
Актекше (каз. Ақтекше) — село в Коксуском районе Жетысуской области Казахстана. Административный центр сельского округа Кабылиса. Код КАТО — 194845100.

## Население
В 1999 году население села составляло 865 человек (457 мужчин и 408 женщин). По данным переписи 2009 года, в селе проживал 851 человек (428 мужчин и 423 женщины).